# Lemmleinita-Ba
La lemmleinita-Ba és un mineral de la classe dels silicats, que pertany al grup de la lemmleinita. Rep el nom en al·lusió a la seva composició amb bari dominant, i la seva relació amb lemmleinita-K.

## Característiques
La lemmleinita-Ba és un silicat de fórmula química Na₂K₂Ba(Ti,Nb)₄(Si₄O₁₂)₂(O,OH)₄·5H₂O. Va ser aprovada com a espècie vàlida per l'Associació Mineralògica Internacional l'any 1998. Cristal·litza en el sistema monoclínic. La seva duresa a l'escala de Mohs és 5,5.
Segons la classificació de Nickel-Strunz, pertany a «09.CE - Ciclosilicats amb enllaços senzills de 4 [Si₄O₁₂]8- (vierer-Einfachringe), sense anions complexos aïllats» juntament amb els següents minerals: papagoïta, verplanckita, baotita, nagashimalita, taramel·lita, titantaramel·lita, barioortojoaquinita, byelorussita-(Ce), joaquinita-(Ce), ortojoaquinita-(Ce), estronciojoaquinita, estroncioortojoaquinita, ortojoaquinita-(La), labuntsovita-Mn, nenadkevichita, lemmleinita-K, korobitsynita, kuzmenkoïta-Mn, vuoriyarvita-K, tsepinita-Na, karupmøllerita-Ca, labuntsovita-Mg, labuntsovita-Fe, gjerdingenita-Fe, neskevaaraïta-Fe, tsepinita-K, paratsepinita-Ba, tsepinita-Ca, alsakharovita-Zn, gjerdingenita-Mn, lepkhenelmita-Zn, tsepinita-Sr, paratsepinita-Na, paralabuntsovita-Mg, gjerdingenita-Ca, gjerdingenita-Na, gutkovaïta-Mn, kuzmenkoïta-Zn, organovaïta-Mn, organovaïta-Zn, parakuzmenkoïta-Fe, burovaïta-Ca, komarovita i natrokomarovita.

## Formació i jaciments
Va ser descoberta al mont Kukisvumtxorr, dins el massís de Khibini (óblast de Múrmansk, Rússia). També ha estat descrita en altres indrets propers, tots ells dins l'óblast de Múrmansk. Aquests indrets són els únics de tot el planeta on ha estat descrita aquesta espècie mineral.